# Андре Масена
Жан Андре Масена (на френски: Jean-André Masséna; на италиански: Andrea Massena), Първи херцог на Риволи, Първи принц на Еслинг (6 май 1758 – 4 април 1817 г.) е френски военачалник от епохата на Революционните и Наполеоновите войни. Считан от военните историци за един от най-добрите полеви командири в историята и често, сред всички пълководци от неговото време, е поставян на второ място, след самия Бонапарт.
Наполеон казва за Масена: „Той бе най-великото име на моята военна империя“. Според историка Доналд Хоруърд: „Малко военачалници в историята на Европа могат да се сравнят с военната кариера на Масена. В допълнение към забележителните си успехи на бойното поле, той осени кариерите на мнозина, служили под негово командване. В действителност, по едно или друго време, мнозинството от френските маршали са служили при него и са видели работата на великия Масена“.
Той е един от първите осемнадесет маршали на Франция, произведени от Наполеон. Прякорът на Масена е „Любимото дете на победата“.

## Ранни години
Роден е в Ница, тогава част от Сардинското кралство, в семейството на дребния търговец Жул Масена (Джулио Масена) и жена му, Маргерит Фабр, женени на 1 август 1754 г. Фамилията на баща му е християнска, а първоначалното му фамилно име е Менасе. Бащата на Андре умира през 1764 г., и след като майка му се жени отново, той е изпратен да живее при роднини.
На тринадесетгодишна възраст, Масена става прислужник на търговски кораб и пътува с него по Средиземноморието и на две продължителни плавания до Френска Гвиана. През 1775 г., след четири години в морето, се завръща в Ница и се записва във френската армия, като редник в кралския Италиански полк. При напускането си през 1789 г., се е издигнал се до ранг административен офицер (най-високата възможна степен за хора, които не са от благородно потекло). Жени се на 10 август същата година за Ан Мари Розали Ламар (4 септември 1765 г., Антиб – 3 януари 1829 г., Париж) и остава да живее в родното ѝ място. След кратък период като контрабандист, Масена се присъединява отново към армията през 1791 г. и е произведен в офицер, издигайки се на следващата година до ранг на полковник.

## По време на Революционните войни
С избухването на Революционните войни през април 1792 г., батальонът на Масена е разположен по границата с Пиемонт. Андре продължава да обучава батальона си и да го подготвя за сражение, надявайки се да бъде включен в редовната армия. Месец след окупацията на Ница през октомври 1792 г., доброволческият батальон е един от четирите, които стават част от френската Италианска армия.
Масена се отличава във войната и бързо е повишен, достигайки до ранг на бригаден генерал през август 1793 г. и дивизионен генерал – през декември същата година. През следващите две години изпъква във всички кампании на италианската Ривиера, участвайки в атаката на Саорджио (1794 г.) и битката при Лоано (1795 г.); и през март 1796 г., когато Наполеон поема командването на армията, Масена вече командва двете дивизии от ариегарда ѝ.
Генералът остава един от най-значимите подчинени на Бонапарт през цялата изключителна Италианска кампания от 1796 – 7 г. През пролетта има знаменателно участие в битките при Монтеноте и Дего. Поема водещата роля в битките при Лонато, Кастильоне, Басано, Калдиеро и Арколе през лятото и есента, и в битката при Риволи и падането на Мантуа през зимата. През 1799 г. на Масена официално е възложено важното командване в Швейцария, на мястото на Чарлз Едуард Дженингс. Въпреки че е победен от ерцхерцог Карл в първата битка при Цюрих, през септември триумфира над руските войски на Римски-Корсаков във втората. Това, както и други събития, води до оттеглянето на Русия от Втората коалиция.
През това време, жена му остава в Антиб, където отглежда децата им, първото от които умира рано: Мари Ан Елизабет (8 юли 1790 – 18 март 1794 г.); Жак, Втори принц на Еслинг (25 юни 1793 – 13 май 1821 г.) – неженен и без потомство; Виктоар Thècle (28 септември 1794 – 28 март 1857 г.) и Франсоа, Втори херцог на Риволи, Трети принц на Еслинг (2 април 1799 – 16 април 1863 г.).
През 1800 г. Масена се завръща в Италия и води войските си при обсадата на Генуа, едно от най-значимите му военни постижения. Продължава да води енергична отбрана, дълго време след като повечето генерали биха капитулирали. Най-накрая се предава на 4 юни, при условието австрийците да осигурят на него и хората му безопасно преминаване до френска земя. Заедно с оцелелите 7000 души от армията си се оттегля към Франция с пълни почести. Въпреки факта, че губи града, Масена дава на Наполеон ценно време за подготовката за битката при Маренго на 14 юни. Генералът е назначен за командващ на войските в Италия, но по-късно е освободен от Бонапарт.

## По време на Наполеоновите войни
Масена си възвръща доверието на Наполеон не по-рано от 1804 г. Тогава, през май, е повишен в маршал на Франция. Води отделна армия, която превзема Верона и на 30 октомври 1805 г. се сражава с австрийците в битката при Калдиеро. На Масена е даден контрола на операциите срещу Неаполитанското кралство. През 1807 г. командва дясното крило на Великата армия в Полша. На 24 август официално му е дадена победната титла (неговата първа) херцог на Риволи.
Масена служи отново през 1809 г., срещу силите на Петата коалиция. В началото на кампанията, води IV корпус в битките при Екмюл и Еберсберг. По-късно през войната, когато Наполеон се опитва да премине на северния бряг на Дунав в битката при Асперн-Еслинг, войските на Масена удържат селцето Асперн в жестоки двудневни сражения. На 31 януари 1810 г. е награден с втора титла – принц на Еслинг, за успехите си там и в битката при Ваграм.
По време на Полуостровната война, Наполеон назначава Масена за командир на армия при нахлуването в Португалия през 1810 г. Маршалът започва с превземането на Сиудад Родриго и Алмейда след успешни обсади. На 27 септември претърпява временен неуспех в битката при Бусако от англо-португалската армия на херцог Уелингтън. Без да се отказва, Масена принуждава съюзниците да се оттеглят зад укрепените линии на Торес Ведрас, където за няколко месеца настъпва патова ситуация. Най-накрая, принуден да отстъпи поради липса на храна и провизии, Масена се оттегля към испанската граница. След пораженията в битките при Сабугал и Фуентес де Оноро, е заменен от маршал Мармон и назначен за местен командир в Марсилия.

## Оттегляне
Масена запазва поста си след реставрацията на Луи XVIII. Когато Наполеон на следващата година се завръща от изгнание, маршалът отказва да се въвлече с която и да е страна в конфликта и запазва района си спокоен. След загубата на Бонапарт, не е склонен да доказва роялистка лоялност. Например, Масена е член на военния съд, който отказва да осъди маршал Ней.
Умира в Париж през 1817 г. и е погребан в гробищата Пер Лашез, в една гробница със зет си Оноре Шарл Рейе.

## Признание
Селището Масена в щата Ню Йорк, САЩ, е наречено в чест на маршала. Основано е от френски дървари в началото на 19 век. Масена, Айова, също в САЩ, наречено на това в Ню Йорк, удостоява маршала с негов портрет в своя Сентениъл парк. В чест на Масена също така е наречен площад в родния му град Ница.